# 嚴殿傳
嚴殿傳，浙江金華府蘭溪縣人。清朝將領。
嘉慶元年（1796年），嚴殿傳中式丙辰科二甲第一名武進士（傳臚），選三等侍衛。此科文殿試，金華府浦江縣人戴殿泗亦成傳臚。二人同科同府，名中又都帶“殿”字，可謂巧合。